# Неа Фили
Неа Фили (на гръцки: Νέα Φυλή) е село в Егейска Македония, Гърция, част от дем Амфиполи, област Централна Македония с 227 жители.

## География
Селото е разположено в южната част на Сярското поле, в северозападните склонове на планината Кушница (Пангео) на два километра източно от Провища (Палеокоми).